# Редактирование зародышевой линии
Редактирование зародышевой линии  (также инжиниринг зародышевой линии человека) — редактирование генома индивида таким образом, что изменение становится наследственным.
Использование редактирования зародышевой линии для воспроизведения запрещено законом более чем в 40 странах и международным договором в рамках Совета Европы. Однако такие исследования продолжаются в КНР.

## Метод
Результат достигается за счет генетических изменений в половых клетках или репродуктивных клетках, таких как яйцеклетка и сперматозоид. Этот вид генетической модификации напрямую манипулирует геномом с использованием методов молекулярной инженерии.
Помимо инженерии зародышевой линии, возможна и соматическая генетическая модификация — изменение соматических клеток, то есть тех клеток организма, которые не участвуют в размножении. Хотя соматическая генная терапия изменяет геном клеток-мишеней, эти клетки не относятся к зародышевой линии, поэтому изменения не являются наследственными и не могут быть переданы следующему поколению.

## Международные запреты
По соображениям этики, безопасности и другим социальным причинам научное сообщество и общественность согласны с тем, что редактирование зародышевой линии — это красная линия, которую не следует пересекать. Использование редактирования зародышевой линии для размножения запрещено более чем в 40 странах и международным договором в рамках Совета Европы.

## Ситуация в КНР
В ноябре 2015 года группа китайских ученых использовала технику редактирования генов CRISPR / Cas9 для редактирования нежизнеспособных эмбрионов, чтобы проверить эффективность этой методики. Эта попытка оказалась неудачной; только небольшая часть эмбрионов успешно включила новый генетический материал, и многие из эмбрионов содержали много случайных мутаций. Используемые нежизнеспособные эмбрионы содержали дополнительный набор хромосом, что могло быть причиной неудачи. В 2016 году в Китае было проведено еще одно подобное исследование, в котором также использовались нежизнеспособные эмбрионы с дополнительными наборами хромосом. Это исследование показало результаты, очень похожие на первое; были успешные интеграции желаемого гена, но большинство попыток не увенчались успехом или привели к нежелательным мутациям.
В другом эксперименте в августе 2017 года была предпринята попытка исправить гетерозиготную мутацию MYBPC3, связанную с гипертрофической кардиомиопатией у эмбрионов человека с точным нацеливанием CRISPR-Cas9. 52% человеческих эмбрионов были успешно отредактированы для сохранения только нормальной копии дикого типа (the wild type normal copy) гена MYBPC3, остальные эмбрионы были мозаичными, где некоторые клетки в зиготе содержали нормальную копию гена, а некоторые содержали мутацию.
В ноябре 2018 года исследователь Хе Цзянькуй заявил, что создал первых генетически отредактированных детей, известных под псевдонимами Лулу (露露) и Нана (娜娜). В мае 2019 года в свете предполагаемого создания Хэ Цзянькуем первых людей с генным редактированием китайские юристы предложили проект закона, согласно которому каждый, кто  будет манипулировать геномом человека с помощью методов редактирования генов, таких как CRISPR, будет нести ответственность за любые связанные с этим неблагоприятные последствия.

### Комментарии
1. ↑  Одним из первых исследовал вопросы богословия и этики, связанные с генетическими манипуляциями, мальтийский философ Эммануэль Агиус[англ.][3]

### Сноски
1. 1 2  Stock, Gregory; Campbell, John. Engineering the Human Germline: An Exploration of the Science and Ethics of Altering the Genes We Pass to Our Children (англ.). — Oxford University Press, 2000. — ISBN 9780195350937.
2. ↑  Циммер, 2020, с. 542.
3. ↑  Циммер, 2020, с. 534, 538.
4. 1 2  David; Cyranoski. Chinese scientists genetically modify human embryos (англ.) // Nature : journal. — 2015. — doi:10.1038/nature.2015.17378. Архивировано 25 апреля 2016 года.
5. ↑  Correction of a pathogenic gene mutation in human embryos (англ.) // Nature : journal. — 2017. — August (vol. 548, no. 7668). — P. 413—419. — doi:10.1038/nature23305. — Bibcode: 2017Natur.548..413M. — PMID 28783728.